# Anisodes sarawakaria
Anisodes sarawakaria là một loài bướm đêm trong họ Geometridae.